# 루나 아울스 BC
루나 아울스 BC(영어: Lunar Owls BC)는 미국 여자 3on3리그인 언라이벌드 소속 농구 팀이다.